# Срібний Бір
Срібний Бір (рос. Серебряный Бор), Хорошо́вський лісопарк (Хорошёвский лесопарк) — лісовий масив на заході Москви, на Москві-річці, на штучному острові, утвореному каналом Хорошовського спрямлення. Сполучений з проспектом Маршала Жукова автомобільним мостом. Є популярною серед москвичів зоною відпочинку та найвідоміша ділянка лісового масиву Срібний Бір.
Початок соснового бору, відомого як Срібний Бір, розташований у Москві поблизу платформи Покровсько-Стрешнєво Ризького напрямку, далі повз Курчатовський інститут, островом Срібний Бір, повз Сосновку й держдачі, далі за МКАД, — Рубльово, Барвиха, Успенське — й кінець в районі міста Звенигорода.
За радянських часів до Срібного Бору відносили територію заказника Лохін острів, навпроти села Барвиха через Москву-ріку.
Існує версія, що назву «Срібний Бір» цей сосновий ліс здобув через те, що влітку на світанку сосни у загальному масиві блищали, як начищений срібний посуд. Це явище раніше можна було спостерігати дуже чітко в районі села Барвиха (навіть були походи «вихідного дня», щоб побачити це явище), але у зв'язку з погіршенням екологічної обстановки (задимлення повітря) спостерігається вкрай рідко.
Було запропоновано виділити сосну, що зростає у Срібному Бору, в окремий підвид сосни звичайної, але не знайшлось необхідного обґрунтування.

## Історія
Достоменної історії походження назви не збереглось, але у межовій грамоті періоду Смутних часів можна зустріти слова «Срібний яр».
З XVII століття Срібний Бір був відомим своїм сосновим бором. Через півострів Срібний Бір пролягав шлях на Звенигород, закритий після того, як цар Олексій Михайлович створив на території Бору місце для соколиного полювання. 1885 року за імператорським указом місцеві угіддя відвели під кінний завод. До нього приписали сотні десятків пасовищ, лісових угідь, в тому числі й 143 десятини лісу за Москвою-річкою, що мали назву Срібного Бору. У XIX столітті у Срібному Бору розташовувався артилерійський парк і перебував Фанагорійський полк. До початку XX століття в бору існували колонії чаплі, а у лісі гніздились соколи — ймовірно нащадки царських соколів.
У другій половині XX століття, одразу після радянсько-німецької війни, Срібний Бір став популярним місцем недільного та літнього відпочинку москвичів. На топографічній карті середини XX століття місцевість позначається як Хорошовський срібний бір.
З 17 жовтня 1991 року Срібний Бір — є пам'яткою природи регіонального значення. 1995 року уряд Москви ухвалив спеціальну постанову про комплексний розвиток унікального природного місця на території міста.
За часів СРСР й понині тут знаходяться дачі високопосадовців та іноземних дипломатів. За радянських часів з 200 тутешніх дач 11 належало МВС, 5 — КДБ, 16 — Мосраді. У різні часи тут були дачі посольських працівників Аргентини, Болгарії, Японії, Франції, Англії, Кореї, Лівану, будинки відпочинку ЦК КПРС, «Правди», МК КПРС.
Згідно з технічними звітами в ході  будівництва каналу імені Москви Хорошовський міський міст і підходи до нього, через спрямування Хорошовського каналу річки Москви, та через близькість тогочасної межі міста та з урахуванням перспектив розвитку, були спроєктовані у «вимогах столичного вуличного руху». Розташування мосту та підходів до нього було обрано з урахуванням майбутньої реконструкції прилеглого району, відповідно з проєктними червоними лініями, а сам міст був розрахований під трамвайний рух, розміщення двох трамвайних колій та чотирьох смуг для автотранспорту. Початок руху по перевлаштованій ділянці Хорошовського шосе та мосту датувалося червнем-липнем 1937 року, а введення в експлуатацію серпнем 1937 року. Якийсь інших даних про плани трамвайної лінії в Срібний Бір у відомих джерелах не зустрічається, і міст міг бути розрахований під трамвайний рух просто в рамках загальних типових вимог того часу, але сам даний факт представляє інтерес, особливо з урахуванням розташування впритул нині існуючих трамвайних маршрутів № 28 та 31.

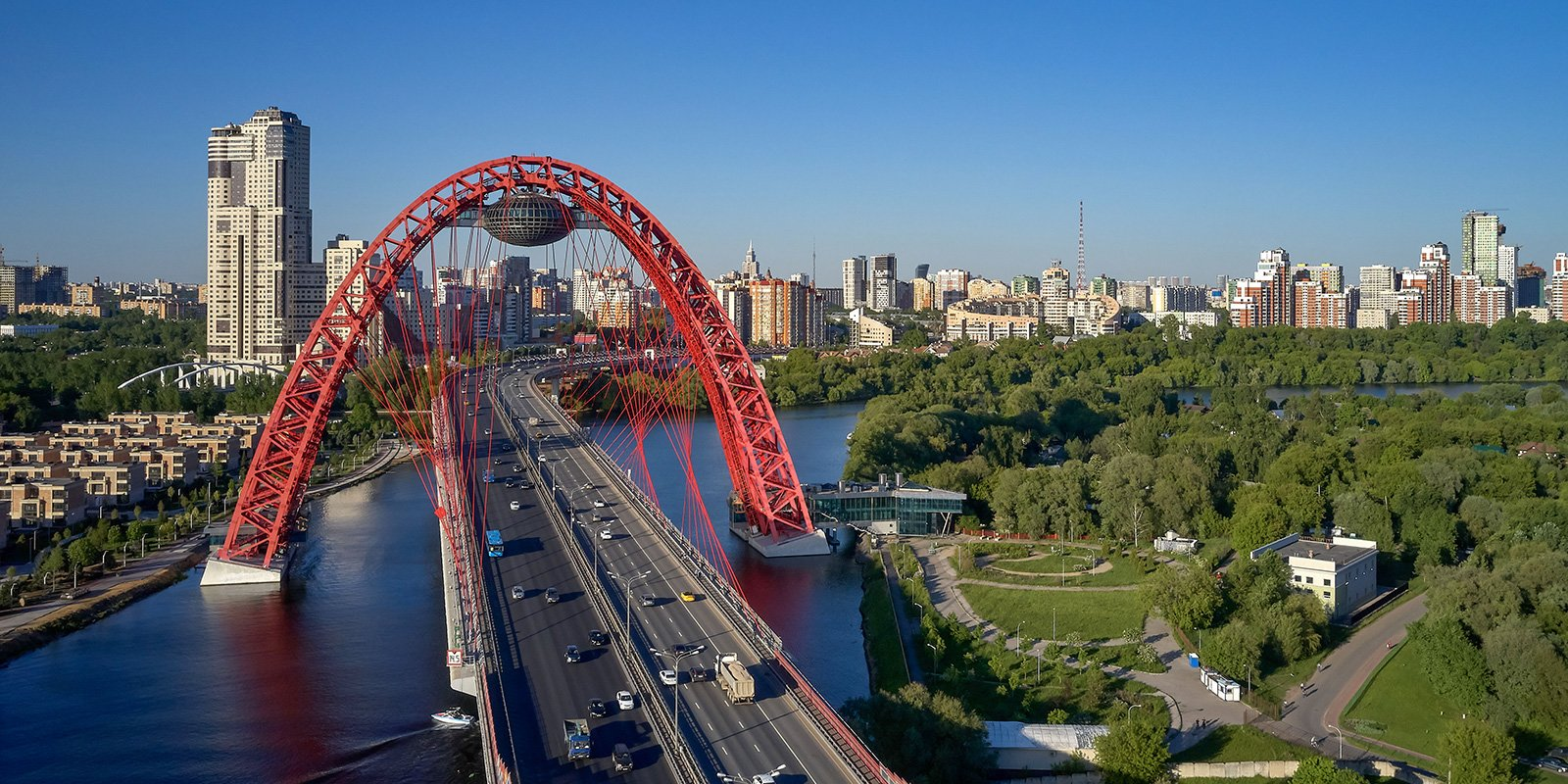
Краєвид на Мальовничий міст з Срібного Бору

27 грудня 2007 року в Сосновому Бору відкритий перший вартовий автодорожній міст у Москві, який отримав назву Мальовничий міст. Назва походить від однойменної Мальовничої вулиці, що знаходиться поруч. Автори архітектурної та конструктивної ідеї мосту — група інженерів НВО «Мостовик» (м. Омськ) та ВАТ «Метрогіпротранс», (головний інженер проєкту мосту — Валерій Курепін, автор проєкту підвісної капсули — архітектор Микола Шумаков). 